# Yukikazu Suzuki
Yukikazu Suzuki (Japans: 鈴木行一 Suzuki Yukikazu) (Tokio, 11 februari 1954 – aldaar, 6 september 2010) was een Japans componist, muziekpedagoog, dirigent en arrangeur.

## Levensloop
Suzuki studeerde vanaf 1975 bij Hiroshi Hara, Mutsuo Shishido, Atsutada Otaka, Teizō Matsumura en Toshiro Mayuzumi aan de Tokyo National University of Fine Arts and Music (東京藝術大学 Tōkyō Gei-jutsu Daigaku) in Tokio, nu: Tokyo University of the Arts. Lange jaren was hij assistent van Toshiro Mayuzumi. Later werd hij docent aan de Kurashiki Sakuyo University in Kurashiki. Van 1976 tot aan zijn overlijden was hij dirigent van het harmonieorkest aan de Tokyo University of Pharmacy and Life Science.
Hij werkte als freelance componist en arrangeur en schreef voor verschillende genres. Rieko Suzuki, de violiste, was zijn echtgenote. 

## Composities

### Werken voor orkest
- 1978 Klima, voor orkest
- 1980 Symfonische metamorfosen, voor piano en orkest
- 1990 Ode, voor orkest
- 1992 The River of Forest and Stars, voor hichiriki en orkest
- 1994 Forest of Shining Life, voor ocarina en orkest
- 2005 "Temple solicitation Book" prime Hayashi, voor gemengd koor en orkest

### Werken voor harmonieorkest
- 1977 For climat, voor groot koperensemble
- 1996 For the brilliance of darkness Wind

### Vocale muziek

#### Werken voor koor
- 1987 Over de mooie zaken, suite voor gemengd koor
- 1990 Het geluid van de zee, voor gemengd koor - tekst: Shinpei Kusano
- 1993 Regenboog cirkel, voor gemengd koor en piano - tekst: Michizo Tachihara
- 1994 Familie, voor gemengd koor (of vrouwenkoor) en piano
- 1999 In het woud, voor gemengd koor en piano
- 2005 'Oh my Friends, voor gemengd koor en piano

#### Liederen
- 2000 She, voor tenor en piano
- 2000 Katakoi, voor tenor en piano

### Kamermuziek
- 1975 Herfstregen
- 1976 Sonate, voor hobo en piano
- 1987 Kwintet - The Rive of Forest and Stars, voor strijkkwartet en piano
- 1999 Strijkkwartet nr. 1
- 2000 Strijkkwartet nr. 2
- 2001 La folia - the frozen moonlight, voor viool en piano
- 2002 She closed her Heart, voor dwarsfluit
- 2005 Melodie, voor trompet en piano
- 2006 Monophonie, voor altviool
- 2006 Spring of a Bank, voor trompet en piano
- 2009 Kyo-syo-no Mori (Forest of Sound), voor altviool en piano

### Werken voor piano
- 2006 Mataram no Hoshi

### Werken voor traditionele Japanse instrumenten
- 2006 ‘Sakura Sakura’ Transfiguration, voor 3 13-snaren koto, 17-snaren koto, 3 shamisen, shakuhachi, verdere Japanse instrumenten en sopraan